# General Union of Yemeni Women
General Union of Yemeni Women (GUYW) var en förening för kvinnors rättigheter i Jemen, grundad 1968. Den var en del av Jemenitiska socialistiska partiet.
Kvinnorörelsen i södra Jemen pbörjades tidigt av Adeni Women´s Club. När britterna drog sig tillbaka 1967 överlät de makten på socialistpartiet Nationella befrielsefronten (NLF), som grundade Demokratiska folkrepubliken Jemen (PDRY). Den socialistiska NLF-regeringen förde en radikal jämställdhetspolitik. 1970 fick kvinnor rösträtt, och artikel 36 i 1970 års konstitution förklarade kvinnors politiska, ekonomiska och sociala jämlikhet med män; 1974 års sekulära familjelag innebar förbättrade rättigheter för kvinnor i fråga om bland annat laglig äktenskapsålder och skilsmässa, kvinnliga kandidater ställdes upp i landets första val 1977 och femårsplanen 1981-1985 strävade efter att göra hemmafruar till yrkesarbetare.
För att förverkliga regimens kvinnopolicy grundades GUYW av NFL som landets statliga och enda tillåtna kvinnoförening, som skulle föra fram statens reformpolitik och omsätta den i verkligheten. GUYW jämförde mäns dominans över kvinnor med kolonialmaktens dominans över kolonier, och hade som syfte att föra fram lika rättigheter mellan könen; att uppmana kvinnor att ta plats socialt och ekonomiskt i samhället sida vid sida med männen. Bland dess medlemmar fanns Khawla Sharaf och Aisha Mohsen. GUYW höll sin första kongress 1974, i Seyun. På kongressen höll president Salem Robaya Ali ett berömt tal, där han sade att kvinnor varit förtryckta under koloniala och reaktionära seder men nu under socialismen borde ta plats sida vid sida med män. 
GUYW grundade 1976 sex teknologiska träningscenter i olika delar av landet, dit kvinnor rekryterades för att undervisas i teknisk yrkesträning, läsa och skriva, musik, handarbete men också militär och politisk träning. 1977 tränade GUYW 1500 kvinnor genom dessa center, och förbundet hade 14296 medlemmar. GUYW fokuserade på regeringens önskan på att informera om den sekulära familjelagen, bekämpa analfabetismen och integrera kvinnor i landets ekonomiska verksamhet. GUYW lyckades dock inte genomföra regimens jämlikhetspolitik i alla delar av landet, och i vissa delar hölls kvinnor hemma av sina familjer och centren tvingades stänga. 
När Jemen enades 1990 gick Nordjemens Yemeni Women's Association från 1965 och Sydjemens General Union of Yemeni Women (GUYW) från 1968 samman till att bli Yemeni Women's Union. Föreningen med det mer konservativa Nordjemen och den nya konservativa familjelagen från 1992 försämrade dramatiskt de framgångar GUYW hade uppnått i Sydjemen. 